# Kim Yo-jong
Đây là một tên người Triều Tiên, họ là Kim.
Kim Yo-jong (tiếng Hàn Quốc: 김여정), âm Hán Việt: Kim Dữ Chính (金與正), sinh ngày 26 tháng 9 năm 1987, là một chính trị gia Triều Tiên, hiện đang giữ chức phó ban Tuyên truyền & Cổ động của Đảng Lao động Triều Tiên kể từ năm 2014. Cô cũng là Ủy viên Dự khuyết của Bộ Chính trị Đảng Lao động Triều Tiên đến năm 2021.
Yo-jong là con gái út của cựu lãnh đạo tối cao Kim Jong-il. Anh cô là Kim Jong-un, nhà lãnh đạo tối cao hiện tại.

## Đầu đời
Kim Yo-jong được sinh ngày 26 tháng 9 năm 1987 với cha Kim Jong-il và mẹ Ko Yong-hui. Cô và anh cô, Kim Jong-un, được cho là có mối quan hệ thân thiết, do đã chia sẻ những năm tháng cô lập khi hai anh em học cùng nhau ở Thụy Sĩ từ 1996 đến 2000, và ở Bắc Triều Tiên, "nơi mà sự cô lập về mặt xã hội và cảm xúc có vẻ như là một yếu tố quyết định trong cuộc sống ban đầu của họ", có thể là vì cha của họ Kim Jong-Il muốn đưa họ ra khỏi tầm ảnh hưởng của chính cha mình, Kim Nhật Thành. Cô có thể đã học tại Đại học quân sự Kim Nhật Thành sau khi trở về nước. Cô cũng học ngành khoa học máy tính tại Đại học Kim Nhật Thành, nơi cô được cho là đã học với Kim Eun-gyong, con gái của người Nhật Bản bị bắt cóc Megumi Yokota.

## Sự nghiệp
Bắt đầu từ tháng 3 năm 2009, cô tham gia một nhóm các trợ lý thân cận và các thành viên gia đình xuất hiện bên cạnh cha cô trong các lần xuất hiện trước công chúng của ông. Nhưng sự hiện diện của cô hiếm khi được ghi nhận cho đến tháng 9 năm 2010, khi cô được xác định trong số những người tham gia Đại hội Đảng Lao động Triều Tiên lần thứ 3.
Kim Yo-jong đã được báo chí nhắc đến nhiều trong lễ tang cho Kim Jong-il vào tháng 12 năm 2011, khi cô xuất hiện nhiều lần cùng với anh trai Kim Jong-un hoặc đám tang của các quan chức trung ương, mặc dù không phải là thành viên ủy ban tang lễ, và cô không bao giờ được nêu tên. Sau đó, cô đã được trao một vị trí trong Ủy ban Quốc phòng vào đầu năm 2012 với tư cách là người quản lý di chuyển cho Kim Jong-un, nhưng không xuất hiện trong các bản tin ngoại giao trừ tháng 11 năm 2012, khi Đài Truyền hình Trung ương Triều Tiên cho thấy cô đi cùng Kim Jong-un tại một địa điểm quân sự. Cô được chính thức nhắc đến lần đầu tiên vào ngày 9 tháng 3 năm 2014, khi cô đi cùng anh trai mình bỏ phiếu cho Hội đồng Nhân dân Tối cao. Kim Yo-jong được xác định là "quan chức cao cấp" của Ủy ban Trung ương Đảng.
Vào tháng 10 năm 2014, cô được báo cáo là có thể đảm nhận nhiệm vụ nhà nước cho người anh trai ốm yếu của mình trong khi Kim Jong-un trải qua điều trị y tế.

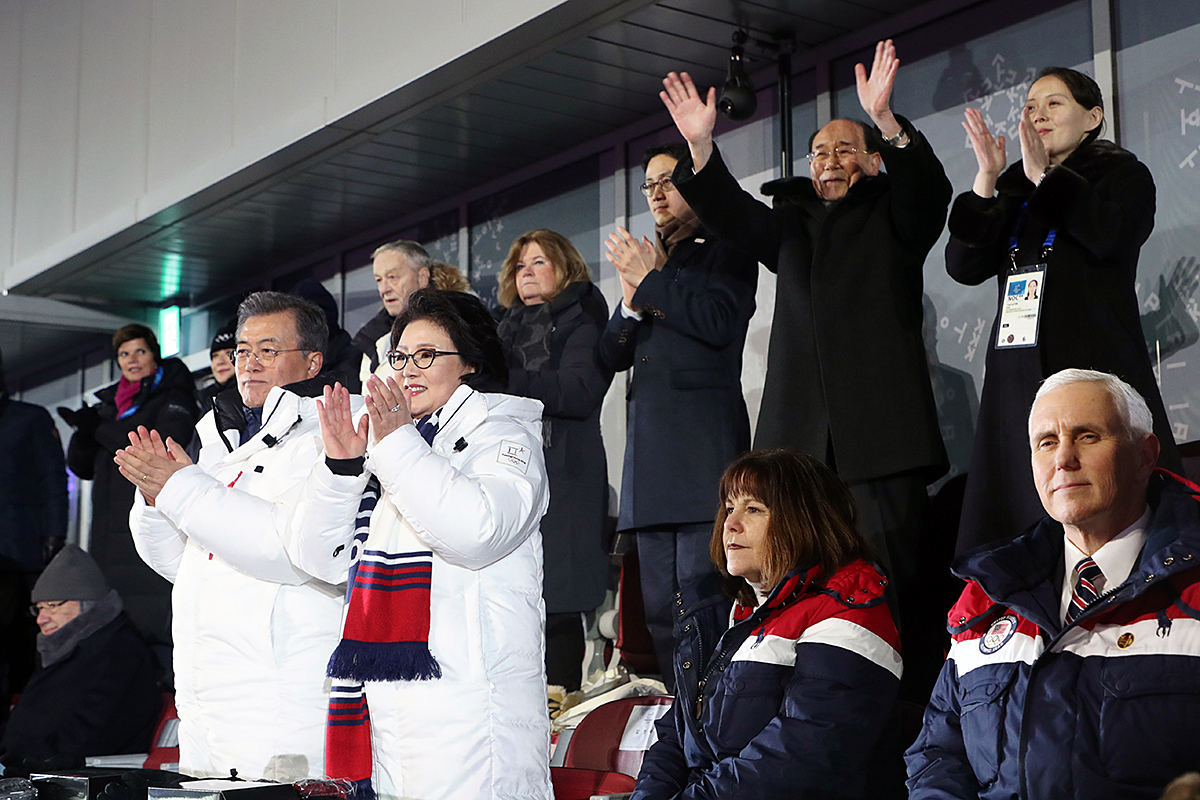
Kim Yo-jong, Tổng thống Hàn Quốc Moon Jae-in và Phó Tổng thống Hoa Kỳ Mike Pence tại lễ khai mạc Thế vận hội mùa đông 2018

### Lãnh đạo Bộ Tuyên truyền & Cổ động
Vào tháng 11 năm 2014, cô đã được báo cáo là Phó Chủ nhiệm thứ nhất của Bộ Tuyên truyền & Cổ động của Đảng Lao Động Triều Tiên. Vào tháng 7 năm 2015, các báo cáo đã thấy cô có thể đóng vai trò là người lãnh đạo thực tế của Bộ, với người đứng đầu trên danh nghĩa Kim Ki-nam trong một vai trò hỗ trợ. Cô cũng giữ một chức vụ thứ trưởng, nhưng hồ sơ của cô không được biết đến. Cô thường xuyên đồng hành cùng Kim Jong-un trong các chuyến đi "hướng dẫn thực địa" của anh mình.

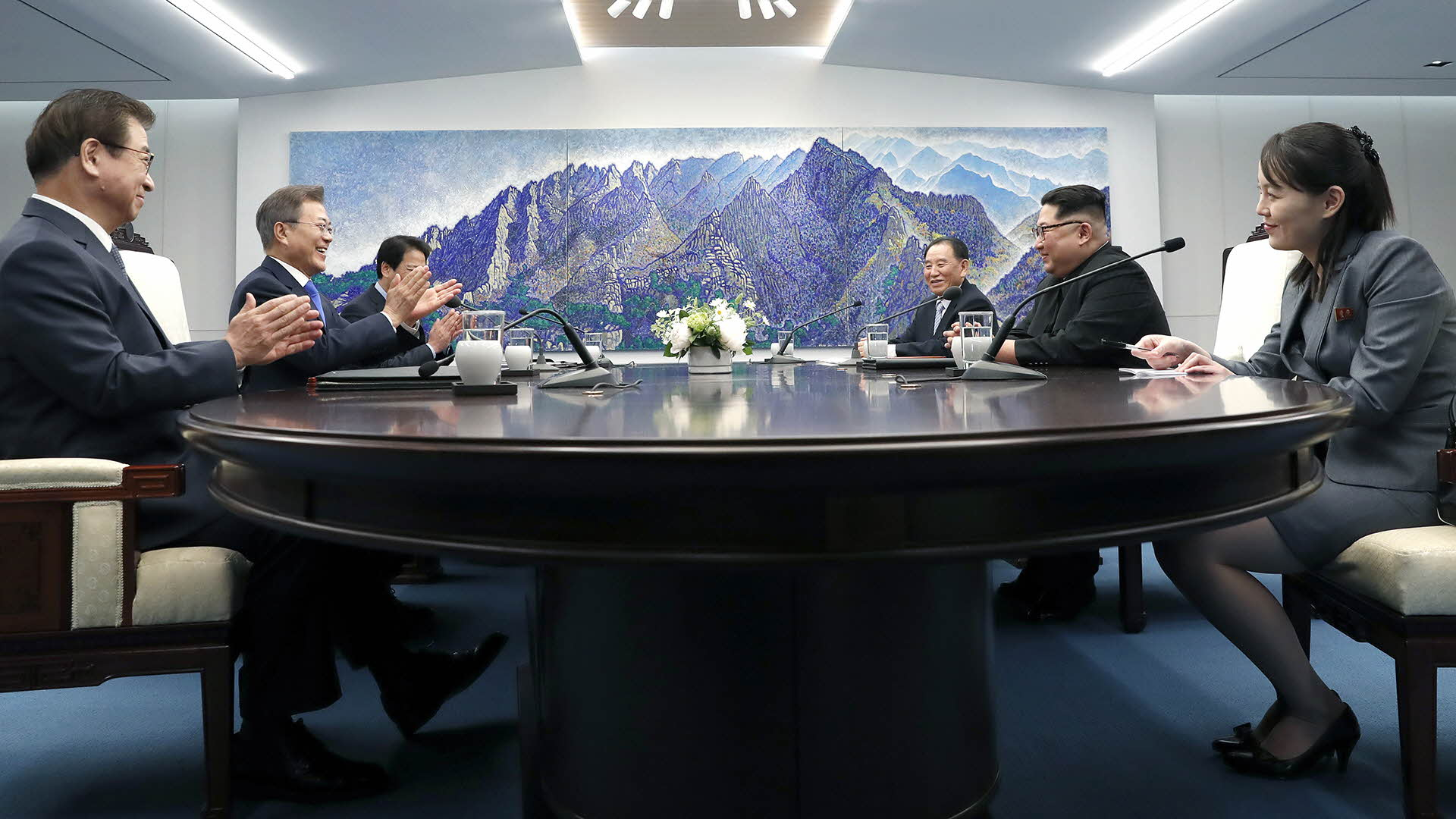
Cuộc trò chuyện bên trong Ngôi nhà Hòa bình vào tháng 4 năm 2018

Cô được cho là động lực thúc đẩy sự phát triển sùng bái lãnh tụ của anh trai mình, được mô phỏng theo sự sùng bái ông nội Kim Nhật Thành của họ. Điều này sẽ giúp giải thích những thay đổi trong cách các chính sách của nhà nước được mô tả trên các phương tiện truyền thông, cũng như sự khác biệt trong báo cáo. Thae Yong-ho, một người đào thoát khỏi Bắc Triều Tiên và cựu quan chức ngoại giao của nước này, cho biết vào năm 2017 rằng Kim Yo-jong đã tổ chức tất cả các sự kiện công cộng lớn ở Bắc Triều Tiên. Kim Yo-jong được cho là đã khuyến khích anh trai cô trình bày một hình ảnh của một "người đàn ông của nhân dân", ví dụ, chơi các trò chơi tại các điểm tham quan hội chợ và tình bạn của Kim với ngôi sao bóng rổ Mỹ Dennis Rodman.
Vào tháng 1 năm 2017, cô đã được đưa vào Danh sách những người được chỉ định đặc biệt của Kho bạc Hoa Kỳ để đối phó với các vi phạm nhân quyền ở Bắc Triều Tiên.
Năm 2017, Kim Yo-jong đã trở thành Ủy viên Dự khuyết của Bộ Chính trị, là người phụ nữ thứ hai được bổ nhiệm vào cơ quan ra quyết định này. Như đã được suy đoán trước đây, sự thăng tiến của cô vào cơ quan quản lý tối cao của đất nước có thể chỉ ra rằng cô là người Kim Jong-un chỉ định thay thế cho dì của mình, Kim Kyong-hui (người mà có mối quan hệ tốt với Kim Yo-jong), và không đóng vai trò tích cực trong chế độ Bắc Triều Tiên. Vị trí mới được giao của cô cũng là một gợi ý rằng cô sẽ được giao phụ trách Bộ An ninh Nhà nước.
Vào ngày 9 tháng 2 năm 2018, Yo-jong đã tham dự lễ khai mạc Thế vận hội mùa đông 2018 tại Pyeongchang, Hàn Quốc. Đây là lần đầu tiên một thành viên của triều đại cầm quyền họ Kim đến thăm Hàn Quốc kể từ sau Chiến tranh Triều Tiên. Cô đã tham dự cuộc họp với Tổng thống Hàn Quốc Moon Jae-in vào ngày 10 tháng 2 và tiết lộ rằng cô được phái đi như một đặc phái viên của Kim Jong-un và đã gửi một lá thư cá nhân của Kim cho Moon. Cô sau đó là một phần trong phái đoàn của anh trai cô tham dự Hội nghị thượng đỉnh Bắc Triều Tiên-Hoa Kỳ Singapore 2018  và Hội nghị thượng đỉnh Bắc Triều Tiên-Hoa Kỳ Hà Nội 2019. Sự tham gia của cô vào các vấn đề ngoại giao vẫn tiếp tục khi cô đưa ra một tuyên bố chính thức vào tháng 3 năm 2020 với tư cách là Phó Chủ nhiệm thứ nhất Bộ Tuyên truyền & Cổ động của đảng.